# Árstíðir
Árstíðir (А́урстидир; исл. Árstíðir — «времена года») — исландская инди-фолк-группа, первый состав которой собрался в Рейкьявике, столице Исландии, в 2008 году. Первый альбом группы с одноименным названием «Árstíðir» вышел в 2009 году, с тех пор группа стала известной не только на родине, но и за её пределами. Второй альбом был продюсирован известным в Исландии музыкантом, исполняющем композиции в жанре неоклассики, Оулавюром Арнальдсом. За довольно короткое время «Árstíðir» стали популярны, и уже две песни группы доходили до верхней строчки музыкального чарта исландского национального радио.

## Состав группы
Участниками группы являются:
- Карл А́льдинстейдн Пе́стка (исл. Karl Aldinsteinn Pestka) — скрипка, вокал
- Гю́ннар Ма́ур Я́кобссон (исл. Gunnar Már Jakobsson) — гитара, вокал
- Ра́гнар О́улавссон (исл. Ragnar Ólafsson) — баритон-гитара, вокал
- Да́ниель А́удюнссон (исл. Daníel Auðunsson) — гитара, вокал

Бывшие участники группы:
- Ха́дльгримюр Йо́унас Йе́нссон (исл. Hallgrímur Jónas Jensson) — виолончель, вокал
- Йо́ун Э́лиссон (исл. Jón Elísson) — фортепиано, вокал

## Дискография

### Студийные альбомы
- Árstíðir (2009)
- Svefns og vöku skil (2011)
- Hvel (2015)
- Verloren Verleden (совместно с Аннеке ван Гирсберген) (2016)
- Nivalis (2018)

### Концертные альбомы
- Live at Fríkirkjan (2009)